# Walter Nicklitz
Walter Nicklitz (* 28. November 1911 in Rixdorf; † 4. Oktober 1989 in Berlin) war ein deutscher Politiker (SPD). Er war Stadtrat im West-Berliner Magistrat, Bezirksstadtrat und Mitglied des Abgeordnetenhauses von Berlin.

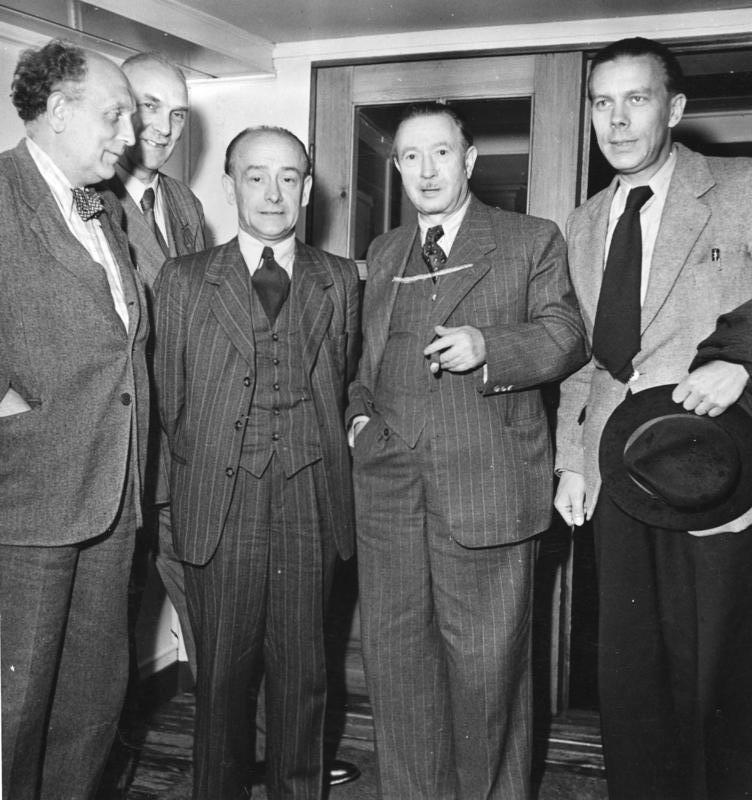
Walter Nicklitz (rechts), Heinrich Zinnkann (mit Zigarre) und Fritz Steinhoff (mittig) in einer Konferenz in Hamburg 1949

## Leben
Nicklitz beendete 1938 sein Studium für Hoch- und Tiefbau als Ingenieur, nachdem er bereits zuvor eine Maurerlehre absolviert hatte. Die folgenden Jahre arbeitete er als Architekt im Architekturbüro Schlüter und Amstein, später dann bei den Altmärkischen Kettenwerken. Nach dem Krieg war er im Hauptamt für Hochbau beim Magistrat Groß-Berlin tätig. Bereits 1932 trat Nicklitz in die SPD ein.
Von 1949 bis 1951 war Walter Nicklitz im Magistrat Reuter II Stadtrat und Leiter der Abteilung Bau- und Wohnungswesen Berlin. Nach seinem Rücktritt wechselte er als Baustadtrat in den Bezirk Berlin-Wedding und blieb bis 1971 im Amt. Von 1959 bis 1965 war Nicklitz Stellvertretender Bürgermeister und zeitweise Mitglied des Abgeordnetenhauses. Einer der Schwerpunkte seiner Arbeit war die Stadtbegrünung, die unter anderem 1956 beim bundesoffenen Wettbewerb Hilfe durch Grün am Stadtrand mit dem 1. Preis ausgezeichnet wurde. Nach seiner Stadtratstätigkeit arbeitete Nicklitz wieder als Architekt.

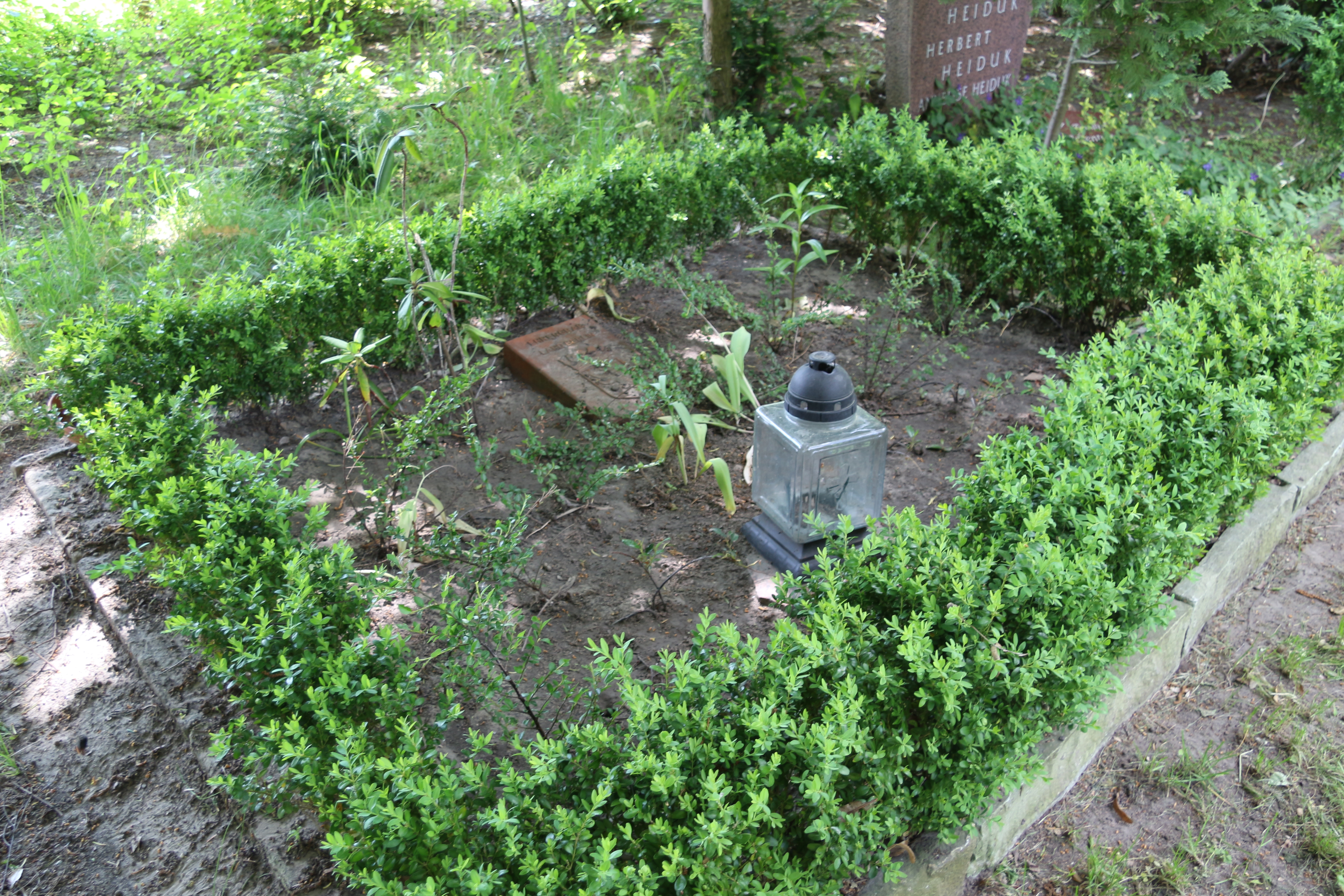
Grab Walter Nicklitz'

## Ehrungen
Am 6. Dezember 1974 wurde Walter Nicklitz für seine besonderen Verdienste um Berlin mit der Ernst-Reuter-Plakette ausgezeichnet, am 11. März 1982 wurde er als Stadtältester geehrt. Walter Nicklitz erhielt ein Ehrengrab des Landes Berlin auf dem Parkfriedhof Neukölln.
Eine weitere Ehrung bekam der Politiker mit der Benennung der Walter-Nicklitz-Promenade im Verlauf des Pankegrünzuges. Im Hof des Ernst-Reuter-Hauses in Berlin-Wedding erinnert die „Walter-Nicklitz-Eiche“ an ihn.